# Глуповское
Глуповское — деревня в Шекснинском районе Вологодской области.
Входит в состав сельского поселения Угольского, с точки зрения административно-территориального деления — в Угольский сельсовет.
Расстояние по автодороге до районного центра Шексны — 28 км, до центра муниципального образования Покровского — 8 км. Ближайшие населённые пункты — Леоново, Савинское, Низкие.
По переписи 2002 года население — 7 человек.